# Hrabačov
Osada Hrabačov (krkonošským nářečím Hrabičkou) je bývalou samostatnou obcí, nyní částí města Jilemnice v okrese Semily.

## Historie
První zmínka pochází z roku 1488, kdy je v Deskách dvorských připomínán M. Stieniczka z Hrabaczowa. Při dělení štěpanického panství roku 1492 přešel Hrabačov spolu s horní částí Jilemnice a dalšími vesnicemi do majetku Hynka z Valdštejna. Později panství převzali pánové z Újezdce a Kúnic, Křinečtí z Ronova, Harantové z Polžic a Bezdružic, Albrecht z Valdštejna a nakonec Harrachové, kteří panství roku 1701 opět sjednotili.
Hrabačov se za druhé světové války stal hraniční obcí, přičemž na hlavní křižovatce vznikla celnice pro provoz mezi Protektorátem a Německou říší. Ke konci války byl poblíž zřízen lazaret Volkssturmu.
Hrabačov jako samostatná obec fungoval až do roku 1961, kdy byl připojen k Jilemnici.

## Geografie
Geograficky je Hrabačov sevřen mezi čtyři zalesněné hřebeny a kopce: Chmelnice (621 metrů) na severu, Bubeníkovy vrchy (588 metrů) na severovýchodě, Kozinec (561 metrů) na jihozápadě a Žlábek (cca 500 metrů) na jihovýchodě. 
Hrabačovem protéká od severu k západu říčka Jizerka, do které se od jihu vlévá potok Jilemka.

## Obyvatelstvo
Střed městské části se nachází asi 1,5 km severně od centra města Jilemnice, s níž ho pojí souvislá zástavba. Hrabačov je v této souvislosti také názvem katastrálního území o rozloze 4,55 km².

## Hospodářství a doprava
Během vlády Harrachů zde byla založena bělidla. Vodní zdroje daly podklad pro vybudování průmyslu (bělidlo, pila, mlýn, elektrárna, vápenka).
Roku 1851 protnula Hrabačov nová císařská silnice z Liberce do Trutnova, která nahradila původní trasu vedenou přes hřebeny na Víchovou. Tato současná silnice I/14 se tak stala hlavní osou obce ve směru západ-východ. Přibližně uprostřed osady tuto silnici křižuje silnice II/286, která je osou ve směru jih-sever a jejíž severní část byla v období mezi válkami nově vystavěna coby Masarykova horská silnice z Hrabačova na hřeben Krkonoš.
Při velkorysých rekonstrukcích hlavních tahů v ČSSR byla jak zkapacitněna hlavní silnice I/14, tak i narovnána silnice II/286 (její původní stopa byla přestavěna na místní komunikaci), přičemž v letech 1976–77 vznikla přehledná velkokapacitní křižovatka. Vzhledem k tomu, že se zde od 90. let stávalo čím dál více vážných dopravních nehod, byla tato průsečná křižovatka v roce 2008 přestavěna na okružní s neprůhledným středem.
Jihozápadním okrajem osady pak prochází železniční trať 042, zprovozněná roku 1899. V Hrabačově byla postavena nádražní budova a nákladiště s manipulačními kolejemi, od kterého byla v polovině 60. let postavena vlečka do tehdy nově postaveného závodu Cutisin (nyní Devro) pro výrobu potravinářských střívek.

## Pamětihodnosti
- Dům Bohumila Hanče
- Vejnarova motorová elektrárna
- Hrabačovská zvonice z roku 1861

## Další fotografie

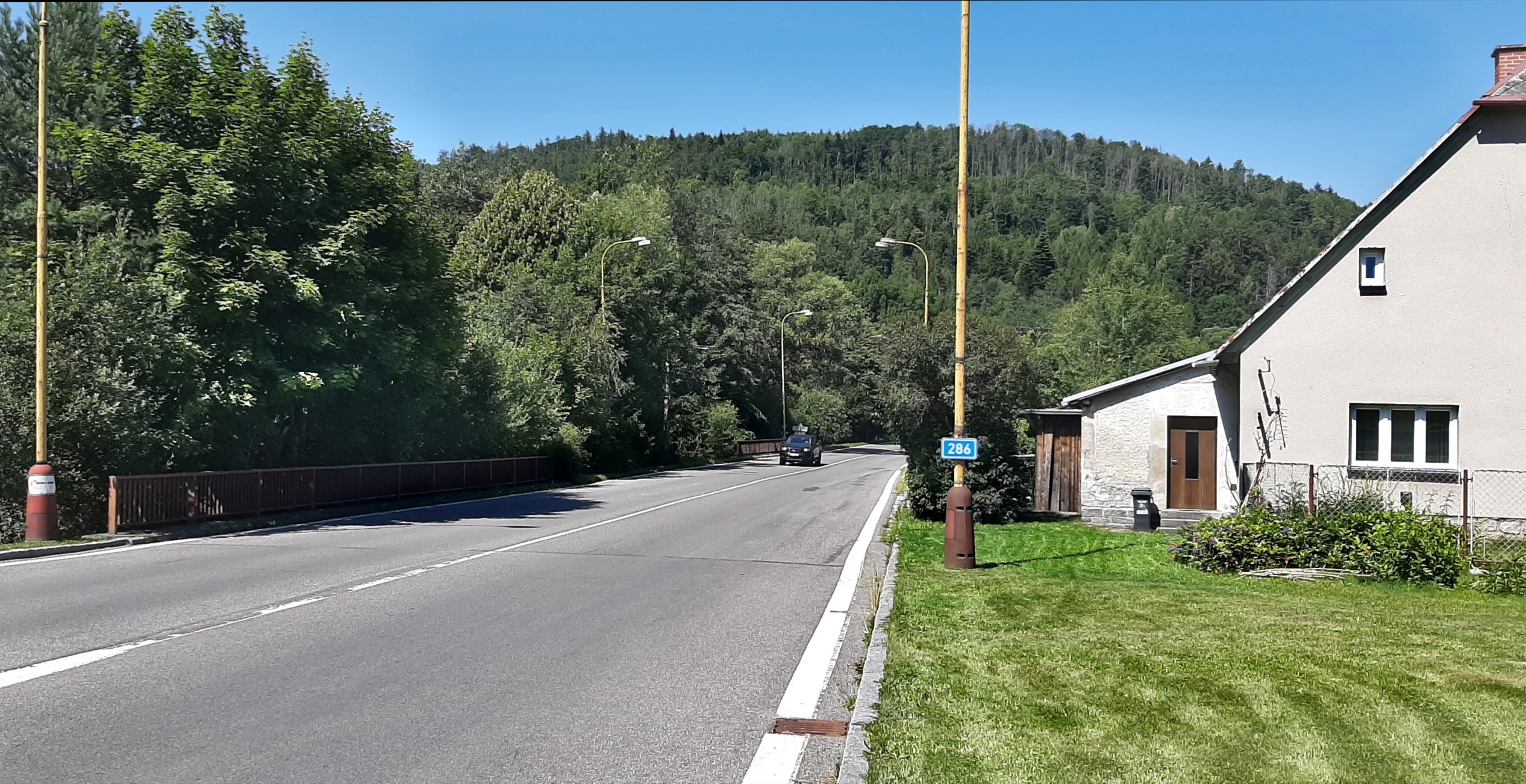
Silnice II. třídy 268
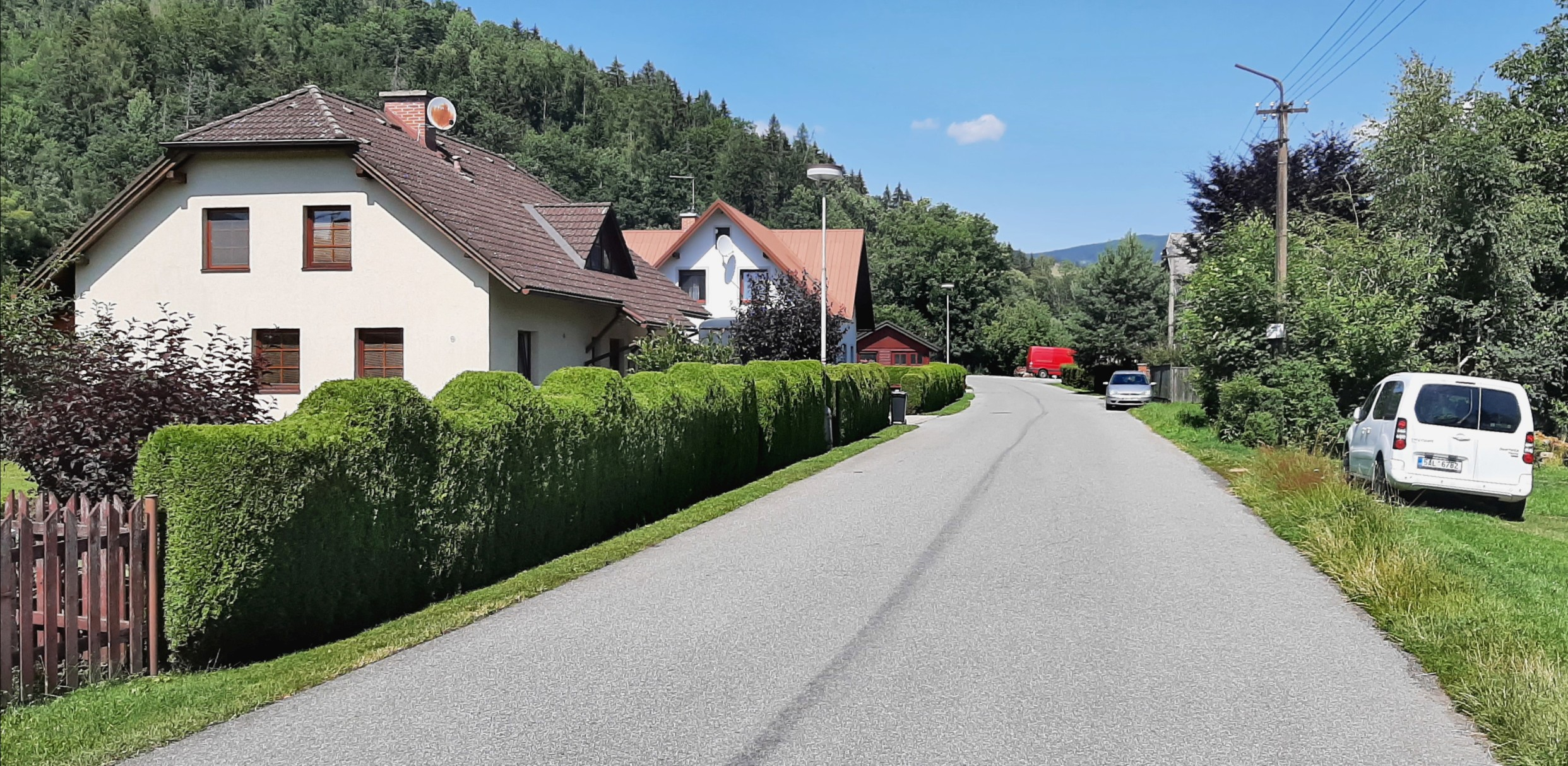
Ulice U Jizerky
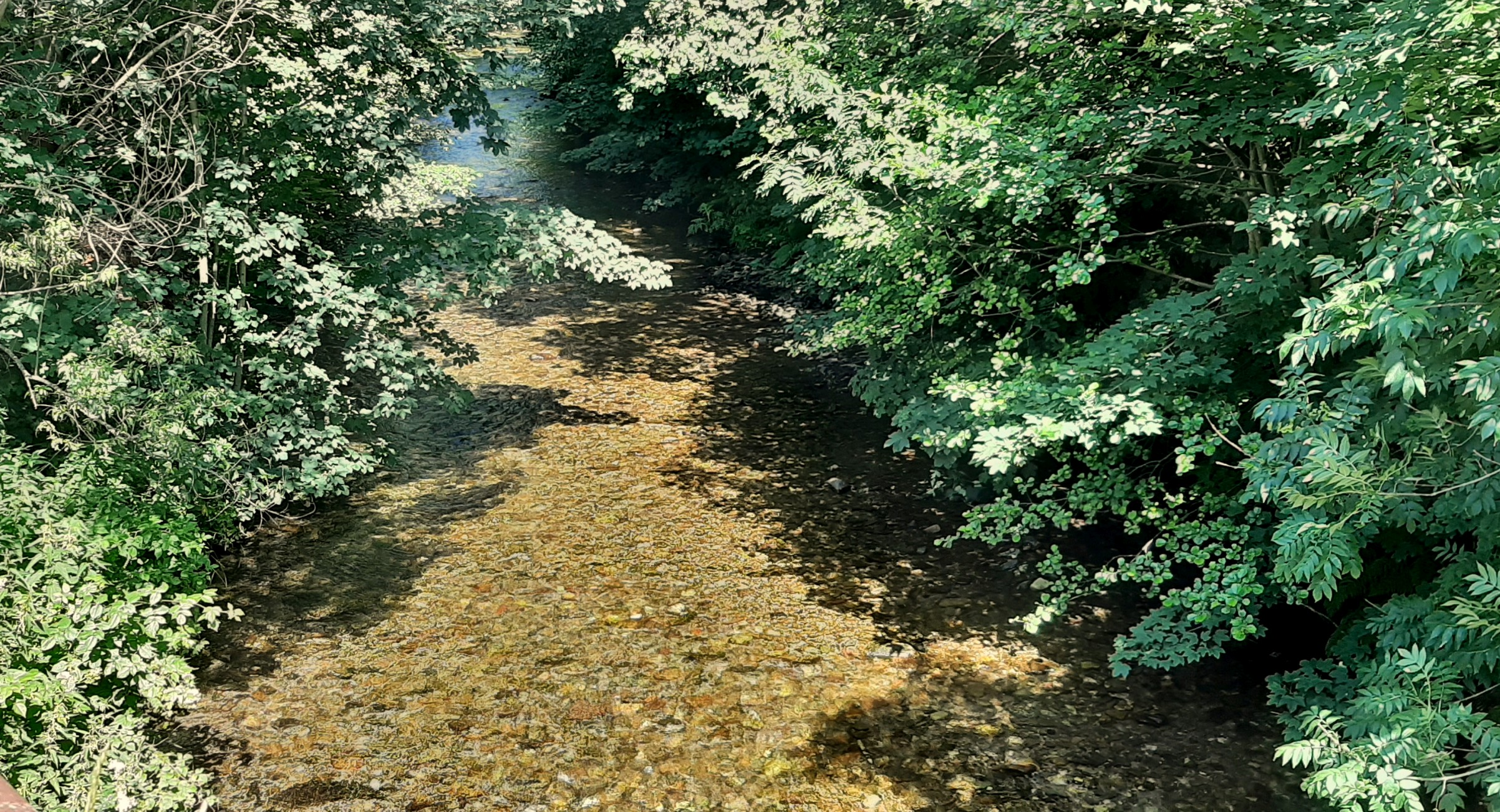
Potok Jizerka
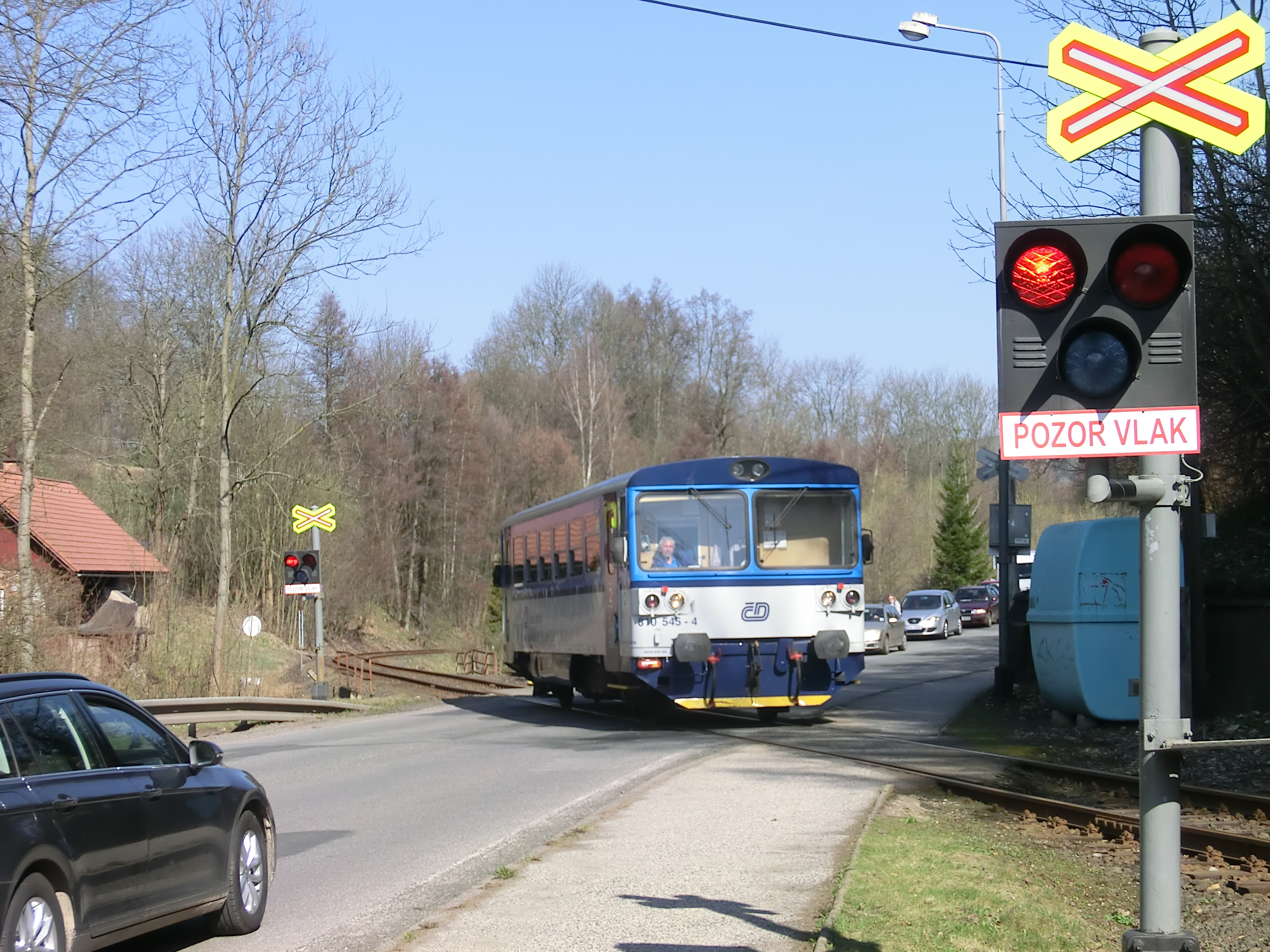
Přejezd přes trať 042